# バトマラプタン
バトマラプタン（繁体字: 巴特瑪拉布坦; 簡体字: 巴特玛拉布坦; 拼音: Bātèmǎlābùtǎn; ウェード式: Pat'omalaput'an）は、中華民国・満州国の軍人・政治家。モンゴル族。

## 事績
ジャライド旗（扎賚特旗）第14代（第12代とも）王爺の養子となる。1907年（光緒33年）に8歳で王爺となり、清朝から多羅貝子に封じられた。中華民国が成立した1912年（民国元年）、ジャサクト（扎薩克図）郡王烏泰が外モンゴルに呼応する反乱を起こした際には、バトマラプタンらジャライド旗はこれへの参加を拒絶し、中華民国を支持した。このためバトマラプタンは袁世凱から賞賛され、同年2月、多羅郡王に昇進した。翌1913年（民国2年）1月には、翌衛副使に封じられ、さらに親王の爵位を付与されている。1926年（民国14年）、バトマラプタンは自ら資金を拠出して、黒竜江省のチチハルで蒙旗師範学校を創立し、自ら校長を務めるなど、各種学校創立に奔走した。
1931年（民国20年）に満州事変が勃発した後にバトマラプタンは関東軍に呼応し、蒙旗軍を率いて馬占山軍と交戦した。翌1932年（大同元年）3月に満州国が建国された後に、バトマラプタンは興安南警備軍少将司令に任ぜられている。翌1933年（大同2年）には関東軍による熱河作戦に協力し、李守信・烏古廷らの部隊を接収した。この功績によりバトマラプタンは興安陸軍軍官学校校長に任命され、さらに中将位を授与されている。1938年（康徳5年）、陸軍上将に昇進し、同年中に韓雲階を団長とする「満州帝国修好経済使節団」で副団長に任ぜられ欧州各国・日本を歴訪した。1940年（康徳7年）3月、第9軍管区司令官となり、翌1941年（康徳8年）3月には興安局総裁に任ぜられて満州国滅亡までこの地位に在った。
満州国滅亡後、バトマラプタンはいったん東北臨時維持会の構成員となったが、まもなく長春でソビエト連邦軍に逮捕されてしまう。チタへ連行、収監された後、1946年に中国へ送り返されることになったが、その途中のハバロフスクで病没した。享年48。

## 注
1. ↑  第14代は内モンゴル自治区ジャライド旗旅遊局（2011）、第12代は王ほか主編（1996）、261頁による。
2. ↑  内モンゴル自治区ジャライド旗旅遊局（2011）による。王ほか主編（1996）、261頁は「1925年」。
3. 1 2 3  内モンゴル自治区ジャライド旗旅遊局（2011）。
4. 1 2 3  王ほか主編（1996）、261頁。
5. ↑  郭主編（1990）、1788、1866-1867頁。内モンゴル自治区ジャライド旗旅遊局（2011）と王ほか主編（1996）、261頁は、ノモンハン事件での興安軍の脆弱ぶりに不信を抱いた関東軍の意向で、バトマラプタンは軍事分野において失脚したと見なしている。しかし実際にはノモンハン事件後もバトマラプタンは興安南警備軍司令官や第9軍管区司令官の地位を歴任しており、これら記述の妥当性は議論が残ると思われる。
6. ↑  以上、内モンゴル自治区ジャライド旗旅遊局（2011）による。王ほか主編（1996）、261頁は、ハバロフスクにおいて収監され、1947年6月に同地で死亡したとしている。